# Bussemand
Bussemænd eller tørret næseslim findes i næsen. Det er resultatet af tørring af det normalt viskøse kolloide slim, almindeligvis kendt som snot.